# Maraîchers (métro de Paris)
Pour la profession de maraîcher, voir Maraîchage.
Maraîchers est une station de la ligne 9 du métro de Paris, située dans le 20e arrondissement de Paris.

## Situation
La station est implantée au sein du quartier de Charonne, sous la rue d'Avron, à hauteur des carrefours avec la rue des Pyrénées d'une part et la rue des Maraîchers d'autre part. Approximativement orientée selon un axe est-ouest, elle s'intercale entre les stations Buzenval et Porte de Montreuil.

## Histoire
La station est ouverte le 10 décembre 1933 avec la mise en service du cinquième prolongement de la ligne 9, depuis Richelieu - Drouot jusqu'à Porte de Montreuil. Elle offre alors une correspondance par la voie publique avec la gare de la rue d'Avron, sur la ligne de Petite Ceinture, jusqu'à la fermeture de cette dernière au trafic de voyageurs quelques mois plus tard, le 23 juillet 1934.
Elle doit sa dénomination à sa proximité avec la rue des Maraîchers, laquelle tient son nom des jardins maraîchers qui la bordaient jadis, dont la production la plus célèbre était la pêche de Montreuil.
Dans le cadre du programme « Renouveau du métro » de la RATP, la station est rénovée le 12 décembre 2006. ce qui entraîne la disparition des faïences biseautées d'origine dans le style d'entre-deux-guerres de l'ex-CMP sur les quais, décoration caractérisée par des cadres publicitaires de couleur miel à motifs végétaux et le nom de la station incorporé dans la céramique des piédroits.

### Fréquentation
Selon les estimations de la RATP, la station a vu entrer 2 608 017 voyageurs en 2019, ce qui la place à la 199e position des stations de métro pour sa fréquentation sur 302,. En 2020, avec la crise du Covid-19, son trafic annuel tombe à 1 316 167 voyageurs, ce qui la classe alors au 198e rang, avant de remonter progressivement en 2021 avec 1 994 064 entrants comptabilisés, ce qui la place à la 179e position des stations du réseau pour sa fréquentation cette année-là.

## Services aux voyageurs

### Accès
La station dispose de trois accès débouchant de part et d'autre de la rue des Pyrénées, constitués pour chacun d'un escalier fixe agrémenté d'une balustrade et d'un candélabre en fer forgé dans le style Dervaux des années 1930 :
- l'accès no 1  « Rue des Pyrénées » se trouvant au droit du no 67 bis de la rue précitée ;
- l'accès no 2 « Rue des Maraîchers » se situant face au no 60 de la rue des Pyrénées, entre la rue d'Avron et la rue du Volga ;
- l'accès no 3 « Rue d'Avron » débouchant au droit du no 65 de la rue des Pyrénées, également entre la rue d'Avron et la rue du Volga.

Accès à la station
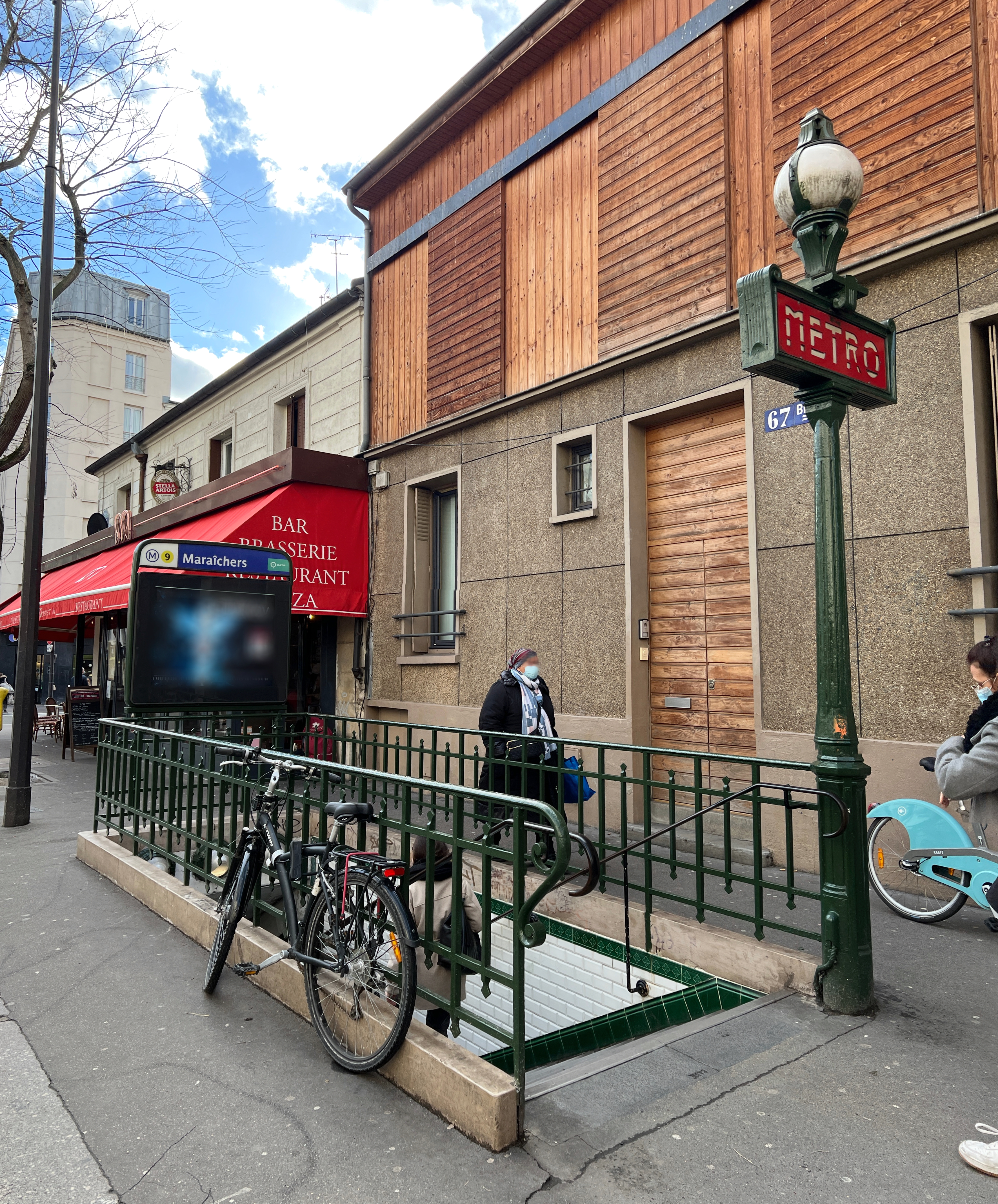
L'accès no 1,  « Rue des Pyrénées ».
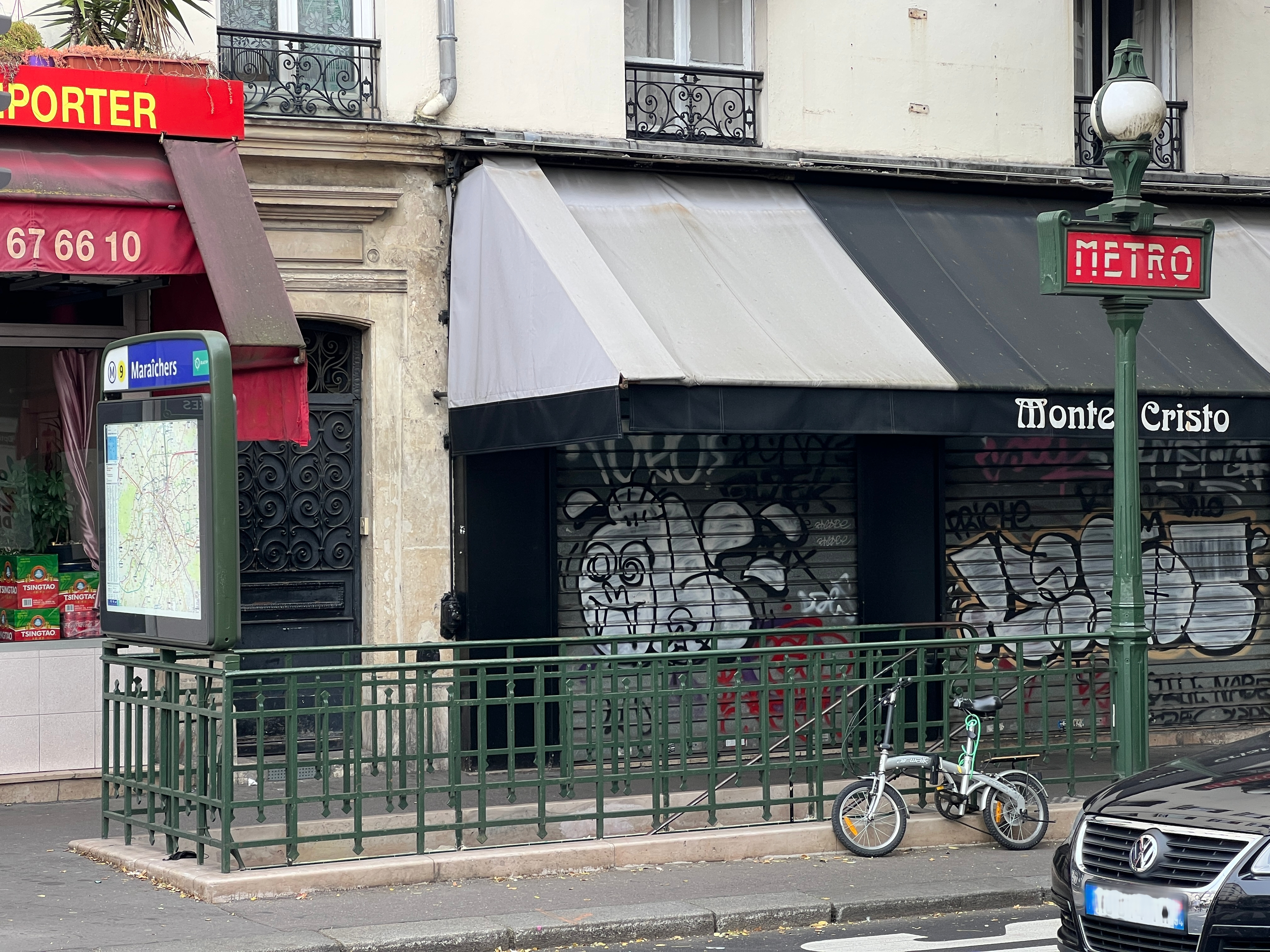
L'accès no 2,  « Rue des Maraîchers ».
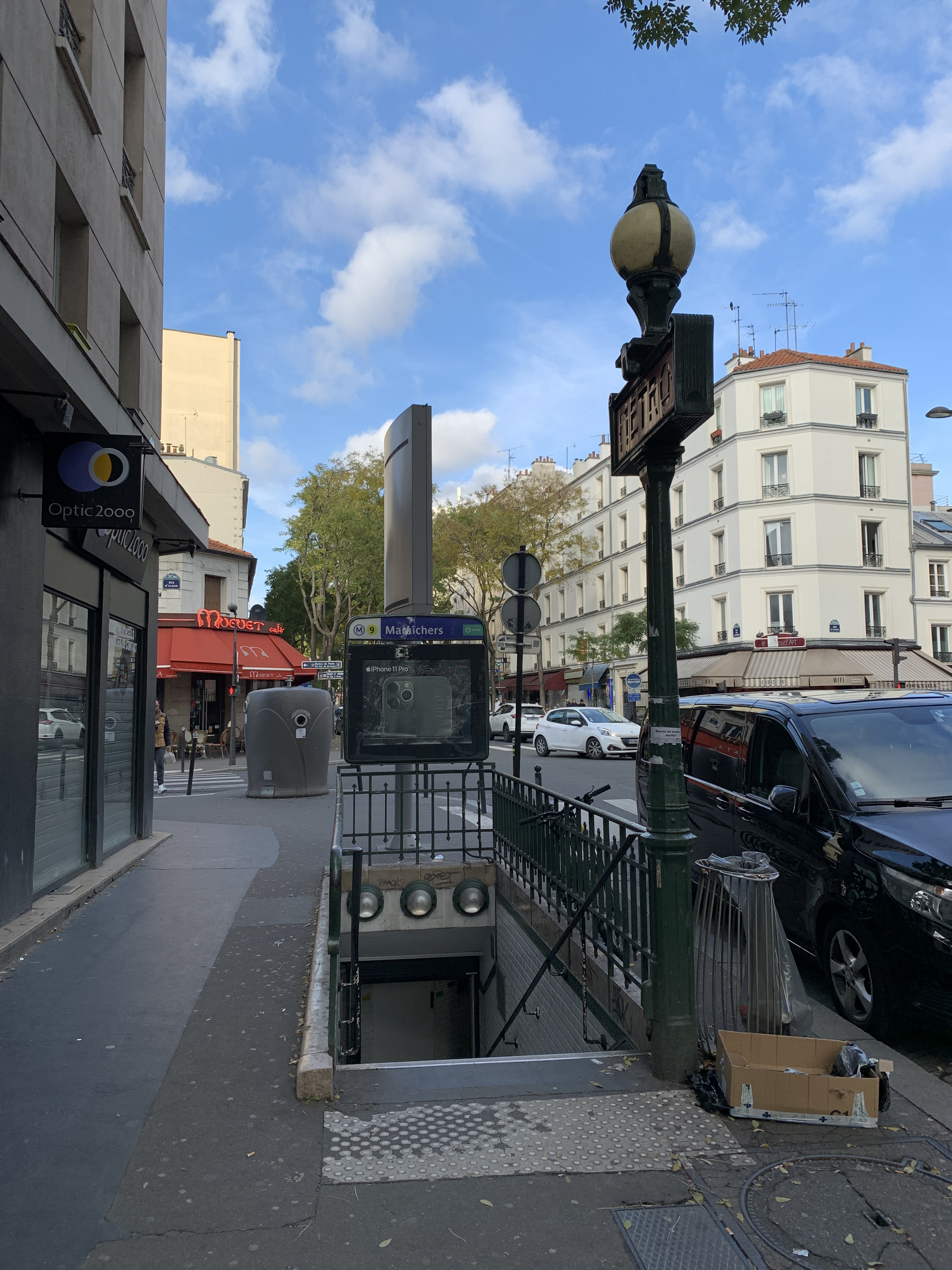
L'accès no 3,  « Rue d'Avron ».

### Quais
Maraîchers est une station de configuration standard pour le métro de Paris : elle possède deux quais, d'une longueur conventionnelle de 75 mètres, séparés par les voies du métro situées au centre et la voûte est elliptique. Elle se distingue cependant par la partie basse de ses piédroits qui est verticale et non elliptique, conséquence de la moindre largeur de la voirie en surface. Cette caractéristique se retrouve, entre autres, à la station voisine Buzenval sur la même ligne, également établie sous la rue d'Avron, large de seulement 18 mètres.
La décoration est une variante du style utilisé pour la majorité des stations du métro, avec les traditionnels carreaux en céramique blancs biseautés qui recouvrent les piédroits ainsi que les tympans, tandis que la voûte est simplement peinte en blanc. L'éclairage est assuré par deux bandeaux-tubes suependus, les cadres publicitaires sont métalliques et le nom de la station est inscrit en police de caractères Parisine sur des plaques émaillées. Les sièges de style « Motte » sont de couleur verte.

Quais de la station
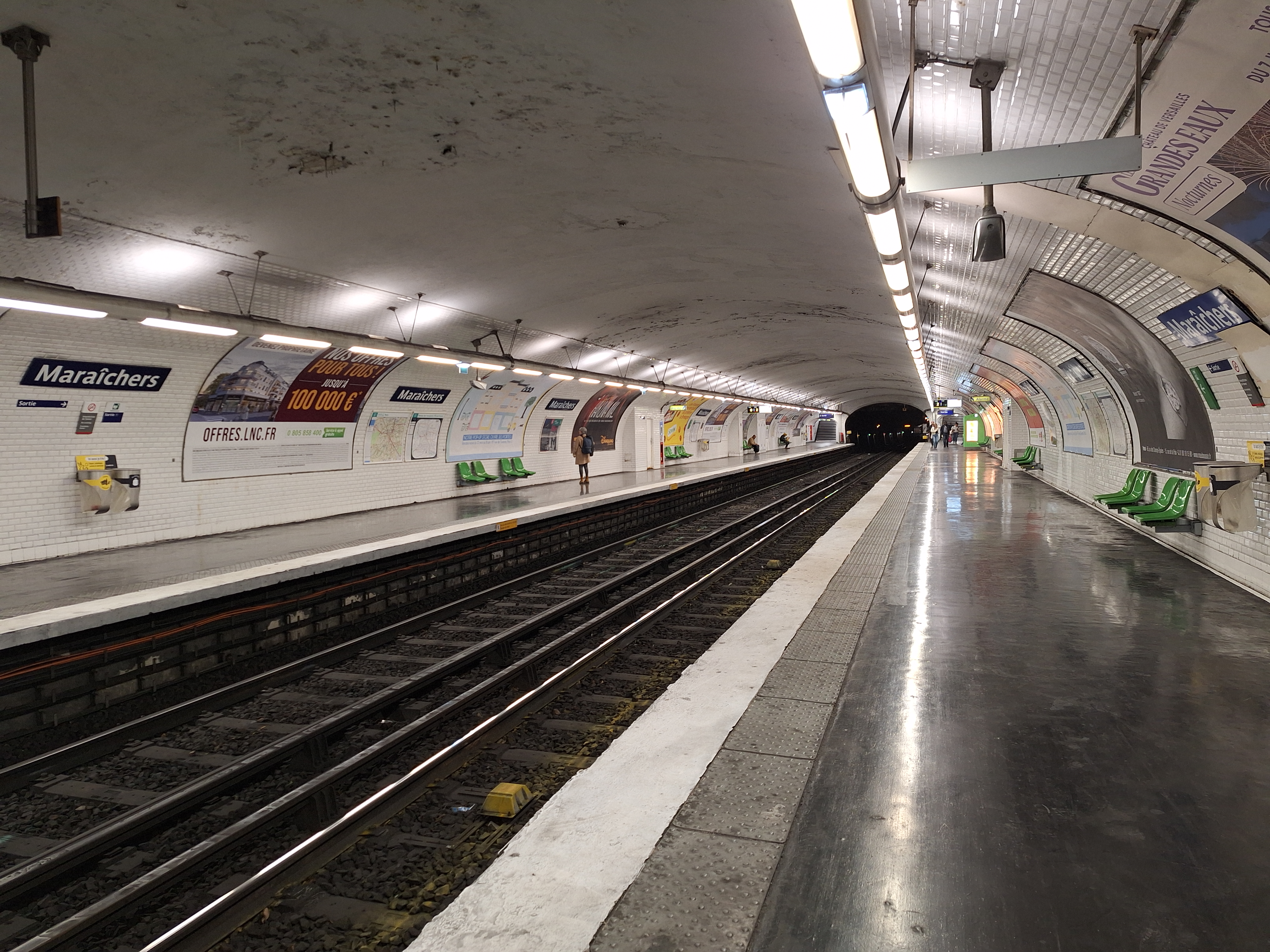
Vue des quais en direction de Pont de Sèvres.
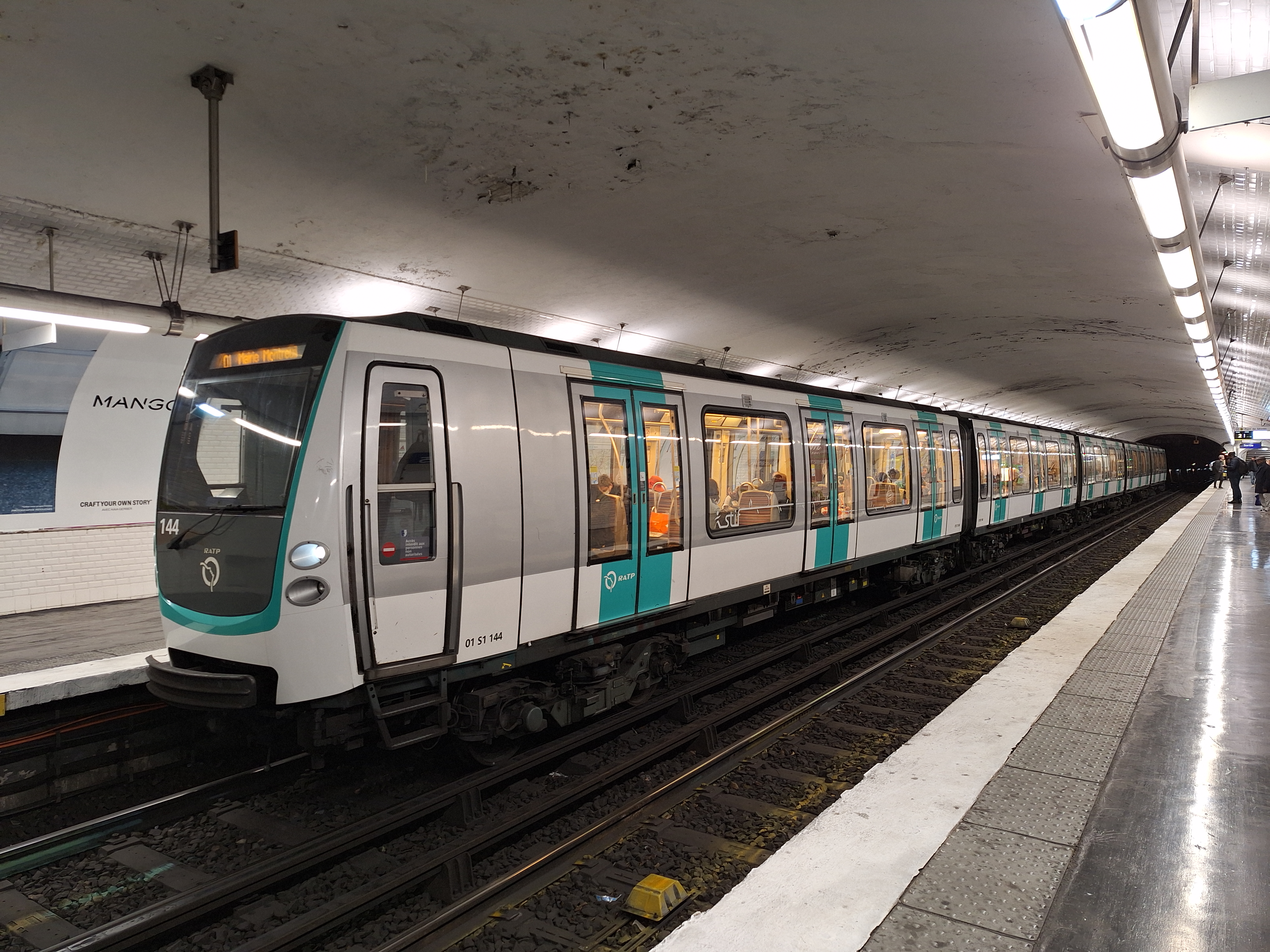
Rame MF 01 à quai en direction de Mairie de Montreuil.
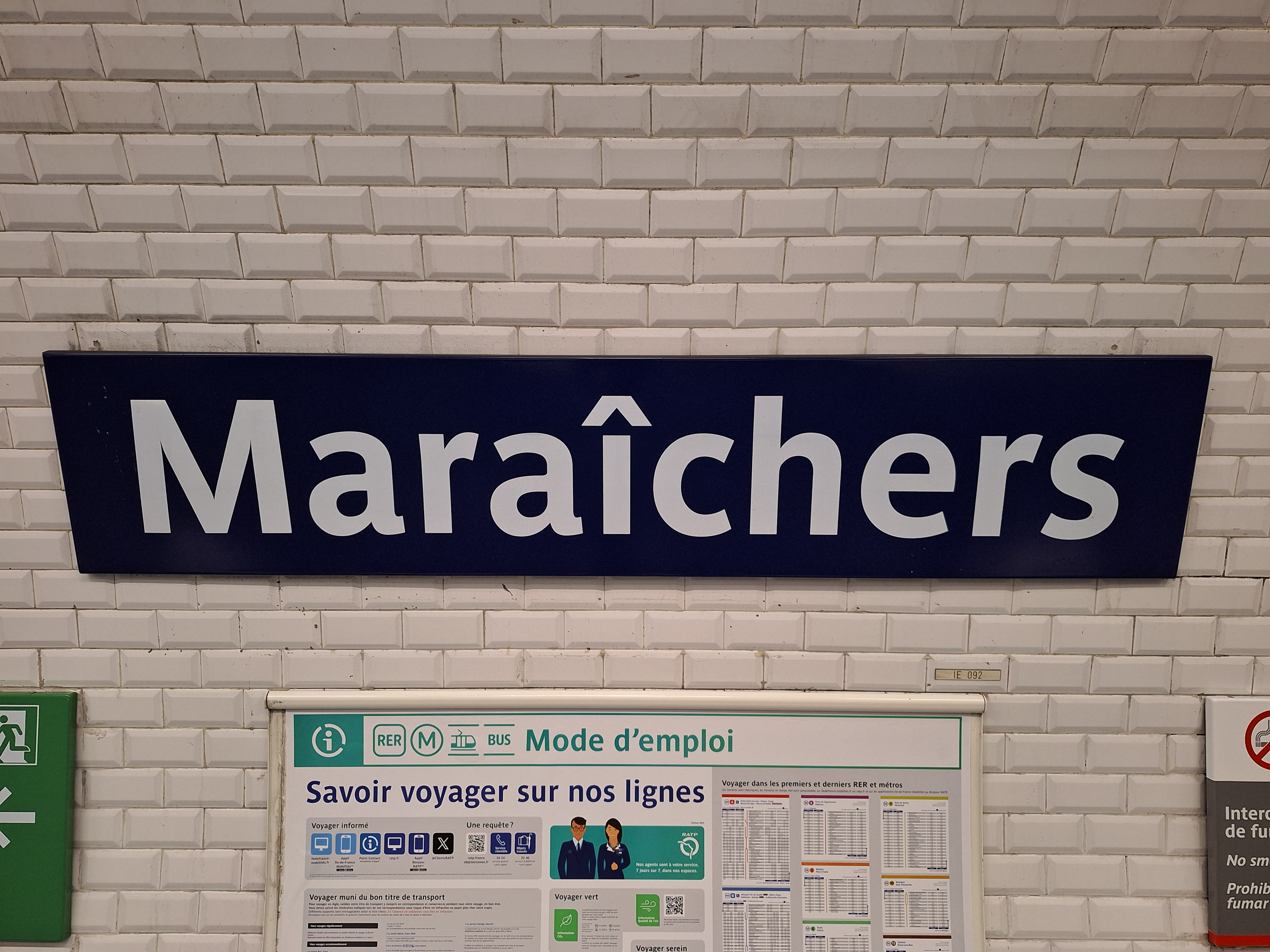
Plaque émaillée indiquant le nom de la station.

### Intermodalité
La station est desservie par les lignes 26, 57 et 64 du réseau de bus RATP.

## À proximité
- Quartier Saint-Blaise
- Hôpital de la Croix Saint-Simon
- Chapelle Saint-Charles de la Croix-Saint-Simon
- Ministère de l'Intérieur (locaux de la rue des Pyrénées, au sein de l'immeuble « Le Garance »)
- Ligne de Petite Ceinture (ouverte aux piétons sur la section comprise entre la rue du Volga et le cours de Vincennes, dite « Bois de Charonne »)
- Jardin de la Gare-de-Charonne
- Square Sarah-Berhnardt
- Square Réjane
- Église Saint-Gabriel
- Cours Florent (site de la rue des Haies)
- Square de la Place-de-la-Réunion
- Square de la Salamandre